# 近鉄820系電車
近鉄820系電車（きんてつ820けいでんしゃ）とは、近畿日本鉄道（近鉄）が1961年（昭和36年）に奈良線系統向けに導入した通勤形電車の一系列。1955年に登場した800系の改良増備車で、前面貫通型の2両編成となった。
本項目ではその改造車で、伊賀線で使用されていた近鉄860系電車についても記述する。

## 構造
車体の基本構造や主要機器は800系を基本としているが、天理線などの支線での使用を考慮してMc+Tcの2両固定編成となった。歯車比は5.47に変更され800系と異なっていた。

### 車体
側窓配置はd2D5D2で、前面は貫通式、前照灯は2灯となった。同時期に登場した大型車900系と同様に、列車種別表示灯尾灯独立方式となるとともに客用扉はラッシュ対策のため両開き扉を採用した。ただし、扉の寸法は6800系「ラビットカー」や国鉄101系（登場時モハ90系）が採用し、以降両開き扉の標準となった1300mm幅員に対して10％アップした1450mmとなった。

### 主要機器
主電動機は三菱電機のMB-3020-B3を搭載する。主制御器は日立製作所製MMC-LTB20Bを採用し、1C4M制御である。電気制動は停止用のみで、抑速用を備えていなかった。集電装置は東洋電機製造PT-45-Qがモ820形に1基搭載されている。827F・828Fは主電動機MB-3020-DE、主制御器MMC-LTB20B1（電気制動は停止用のみ設置）になった。
空気圧縮機はD-3-FRKがモ820形に設置され、ブレーキはAMA-RDを採用している。
台車は近畿車輛製で、モ820形がKD-20B、ク720形がKD-20Cをそれぞれ装着する。

## 改造

### 昇圧工事・電気ブレーキ撤去
1968年（昭和43年）の架線電圧600Vから1500Vへの昇圧工事の際に、電動発電機とコンプレッサーがTcに移設された。主制御器はMMC-HT20Aになり、停止用電気制動を撤去して空気制動のみにされたため、奈良線生駒以西の勾配区間での運用はできなくなった（この点が800系との相違点である）。1973年に実施された橿原・天理線の車両限界拡張の際にドアステップの延長が行われている。

## 運用・廃車
登場時は2両編成2本を組み合わせた4両編成で、821 - 826Fは800系とともに奈良線特急、827F・828Fは当時の奈良電京都 - 近畿日本奈良間の特別料金無料特急に充当されていた。
新生駒トンネル開通後は900系や8000系などの大型車の登場により、全編成が京都・橿原線で使用されるようになり、同線の急行や普通で運用した。小回りが利く利点も活かして、2連で急行運用に入るという場合もあった。また800系とは異なり、丹波橋（現在廃止）を経由した京阪電気鉄道への乗り入れにも使用された。京都・橿原線の車両限界拡大後は徐々に生駒線・田原本線での運行に使用された。
1975年（昭和50年）の800系807Fの京都線新祝園 - 山田川間の横転事故発生後、復旧した714-807と4両編成を組んで使用されていた。この際は800系側に貫通路改造と抑速制動回路の撤去が行われたが、820系には改造を行わなかった。
1984年（昭和59年）に825 - 828Fが860系に改造され伊賀線に転出した。田原本線に残った4編成のうち、821・823・824Fは1993年（平成5年）に860系に改造され伊賀線に転出し、822Fはその直前に廃車となり、形式消滅した。

## 860系
1984年（昭和59年）より、伊賀線車両近代化のため南大阪線用6800系の台車と主電動機を流用して4編成が860系として狭軌化されて伊賀線に移った。
しかし当時、田原本線では新王寺 - 大輪田間にあった急曲線の緩和工事の遅れの関係で20m車の投入が不可能であったことから、同線に820系を残す必要が生じたため計画が変更され、残る4編成は改造されず、代わりに800系改造の880系2編成が伊賀線に移った。なお、本系列の狭軌改造に際し、不要となった三菱電機MB-3020-B電動機およびその駆動装置は、名古屋線1000系のWNドライブ化工事に再利用されている。なお、田原本線の急曲線の緩和が880系投入よりやや遅れて実施されたため、1990年7月1日より20m車の運用が可能となったことから、同年より820系として残っていた4編成も順次伊賀線に移った。

### 改造・廃車
8400系3両編成グループのワンマン改造により、田原本線では820系が不要となったため、1993年（平成5年）からは田原本線に残っていた3編成を冷房改造の上、伊賀線に転出し、先に伊賀線に移った車両も同じく冷房改造が行われた。その際に880系は廃車された。転出の際に、内外装材の交換や前面窓Hゴム支持の固定化、ステンレス化粧帯の撤去、ドアステップの拡張などの改造が行われた。冷房装置は11400系エースカーで使用されていたものを流用している。
820系以降、近鉄では一般用18m車は導入されなかったうえ、伊賀線の急曲線および車両限界や狭軌であることなどの特殊事情ゆえに、他の主要路線で使用されている20m車による代替が困難な状況が続いていた。
825F改造の864Fは2004年（平成16年）5月に廃車され、比土駅留置線で解体された。
伊賀線は赤字解消のため、2007年（平成19年）10月1日、上下分離方式で近鉄が第3種鉄道事業者として従来通り線路や駅舎などの施設や車両を所有して保線などの管理を行い、近鉄出資の子会社「伊賀鉄道」が第2種鉄道事業者として施設と車両の貸与を受けて運営・運行する方式へ移行し、伊賀線所属の本系列はそのまま同社に貸与される形となった。
その後、沿線自治体側は合併特例債により伊賀線の車両の更新を実行し、代替車両として東京急行電鉄より1000系を譲受し、200系として2009年12月より運行を開始した。これに伴い866Fが2010年2月、865Fが同年7月にそれぞれ運用離脱し、同年8月までに廃車・解体された。867Fは2010年3月に、861Fは2011年2月にそれぞれ運用を離脱した。861Fは運用離脱後の5月3日にさよなら運転を行い、7月末までに両編成とも廃車・解体された。
2012年3月10日には、最後まで残った862Fと863Fが運用を離脱した。7月8日に上野市 - 伊賀神戸間で862Fを用いたさよなら運転を行ったのち、両編成とも7月下旬に廃車となり、7月31日から8月1日にかけて解体処分され形式消滅となった。これにより、伊賀鉄道で運用される車両は200系に統一された。

### 編成
| ← 伊賀上野伊賀神戸 → |            |
| モ860形 Mc           | ク760形 Tc |

| 車番              | ラッピング               |
| 861-761（廃車済） | 忍者（緑）               |
| 862-762（廃車済） | 昭和レトロトレイン（緑） |
| 863-763（廃車済） | 昭和レトロトレイン（赤） |
| 864-764（廃車済） | 近鉄一般車標準塗装       |
| 865-765（廃車済） | 名泗コンサルタント       |
| 866-766（廃車済） | 忍者（ピンク）           |
| 867-767（廃車済） | 近鉄一般車標準塗装       |

### 塗装・ラッピング

#### マルーン単色からツートンへの変更
伊賀線登場当初はマルーン一色だったが、その後マルーン色と白色のツートンへ塗り替えられた。

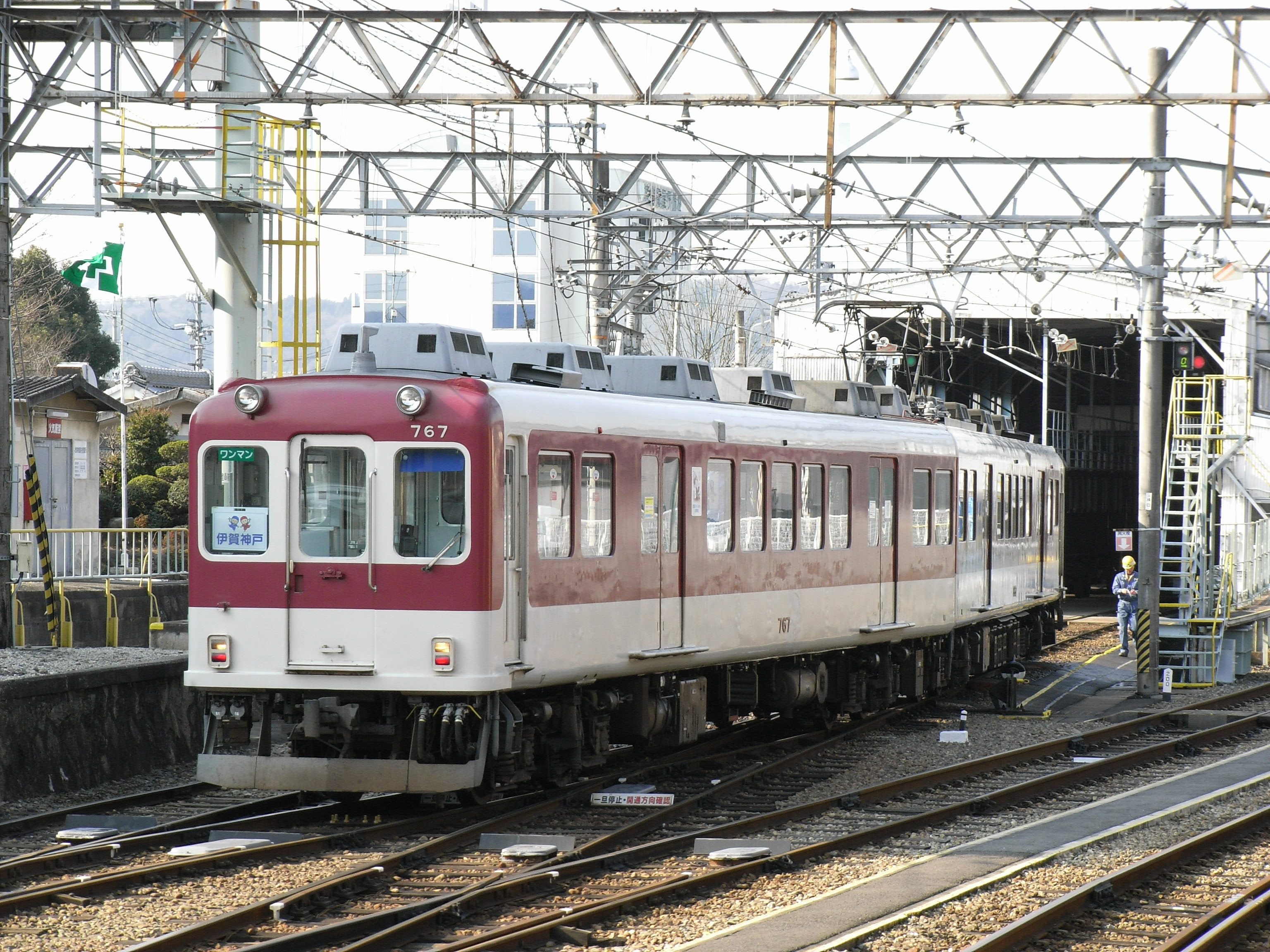
867F・マルーン色と白色のツートン塗装（2009年1月 上野市車庫）
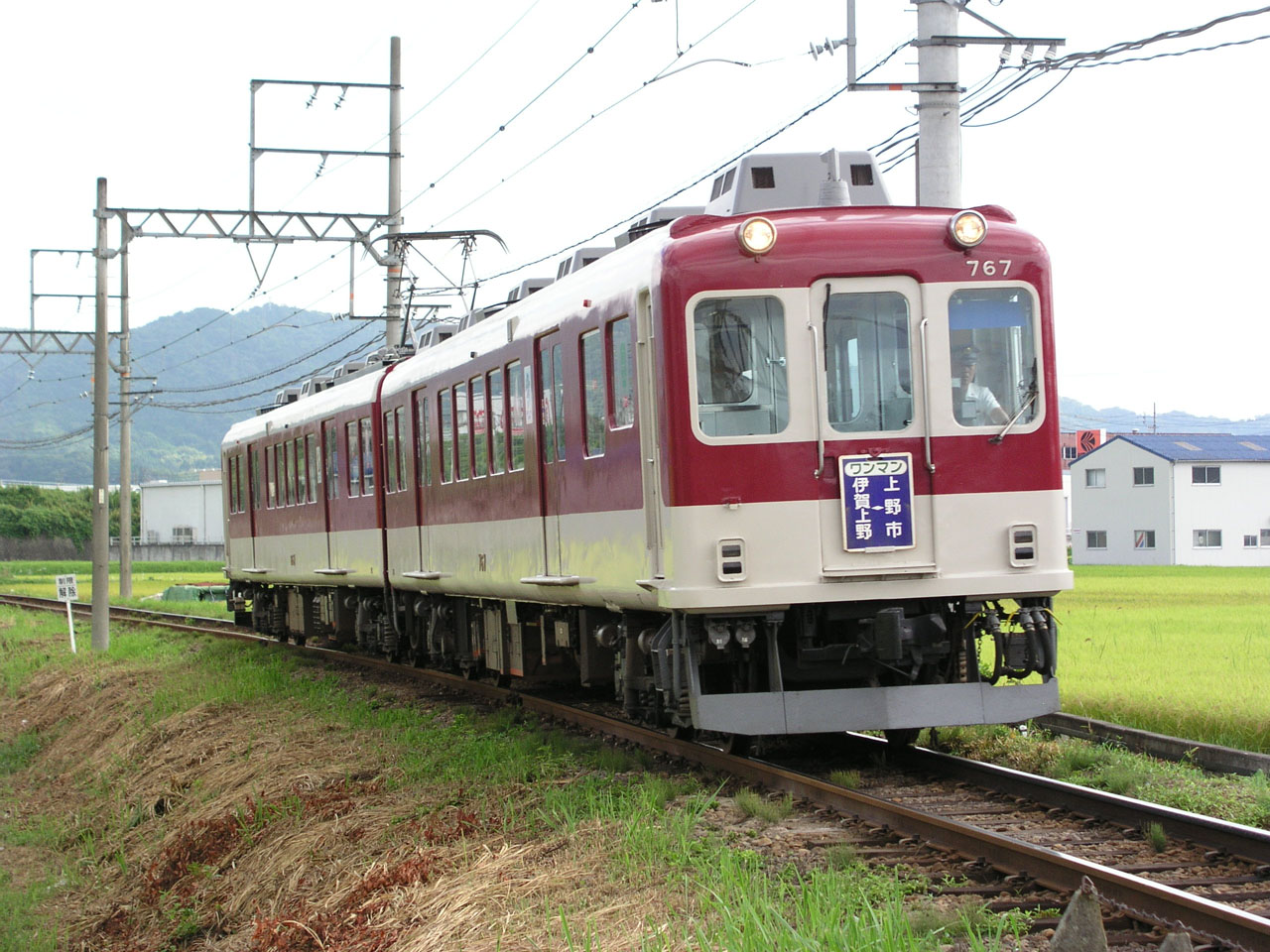
867F・マルーン色と白色のツートン塗装（2006年8月 西大手-新居間）
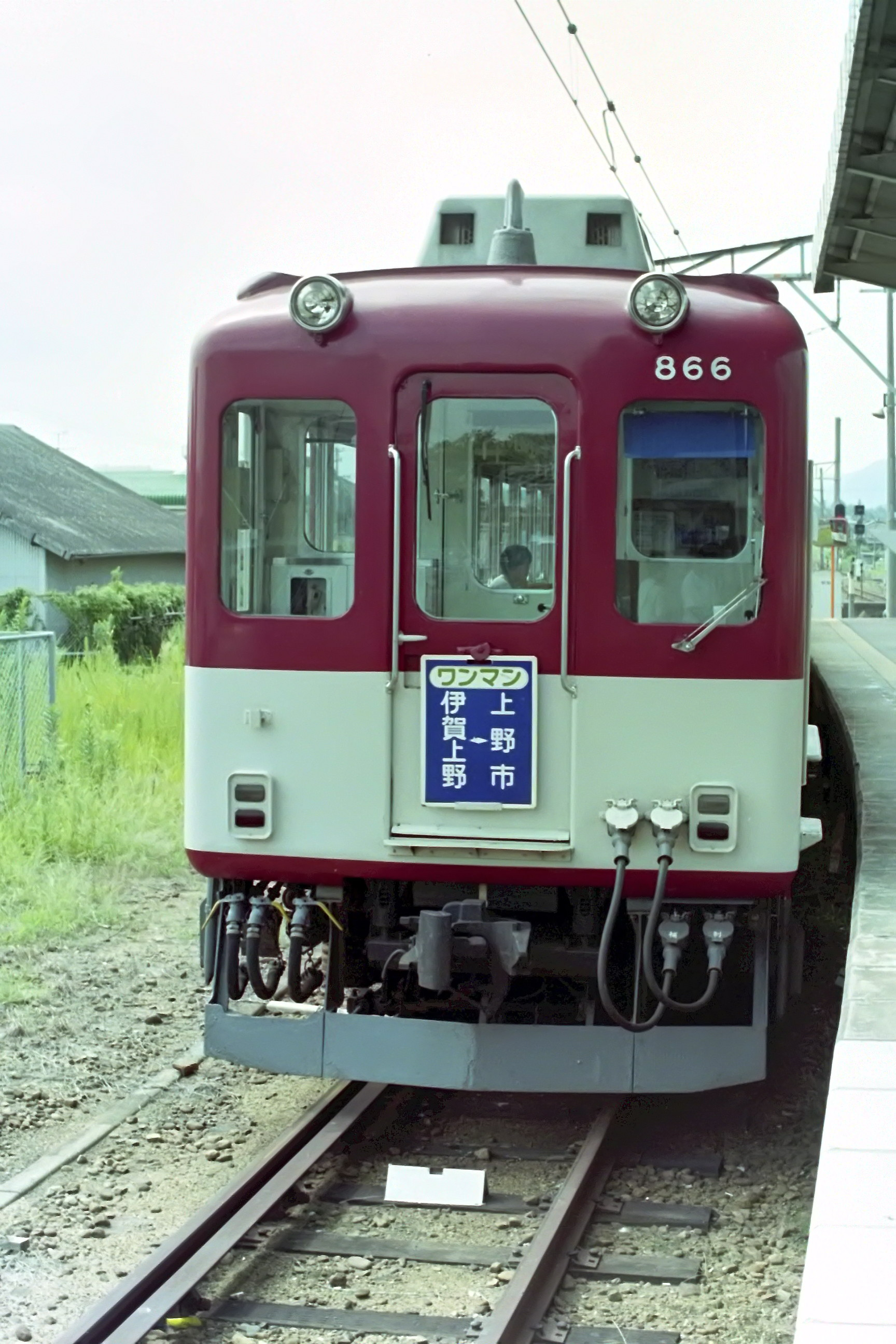
ツートン塗装に変更直後は前面塗分けが簡略化されていた(1996年8月 伊賀上野駅)

#### 松本零士デザイン「忍者列車」
1997年（平成9年）より、「忍者列車」として2編成を漫画家・松本零士デザインの忍者などのイメージに合わせた特殊ペインティングを施して注目されるようになった。忍者塗装は861Fが緑色（以前は青色）、866Fがピンク色をベースとしており、行先標も忍者塗装らしい仕様の物が装着された。これらの車両は、フジテレビ系のテレビ番組『トリビアの泉 〜素晴らしきムダ知識〜』でも紹介された。

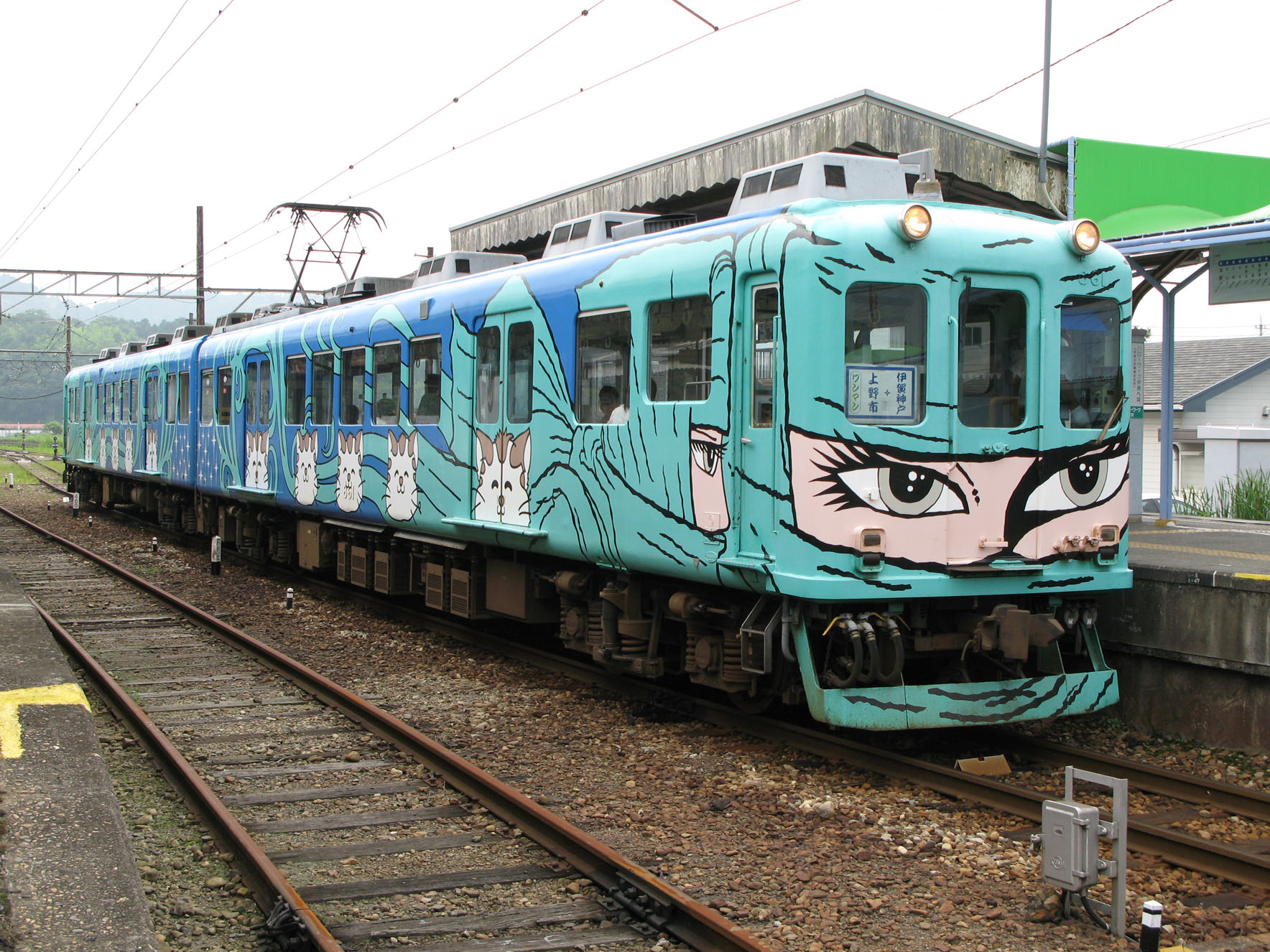
861F・緑色忍者列車（2007年7月8日 伊賀神戸駅）
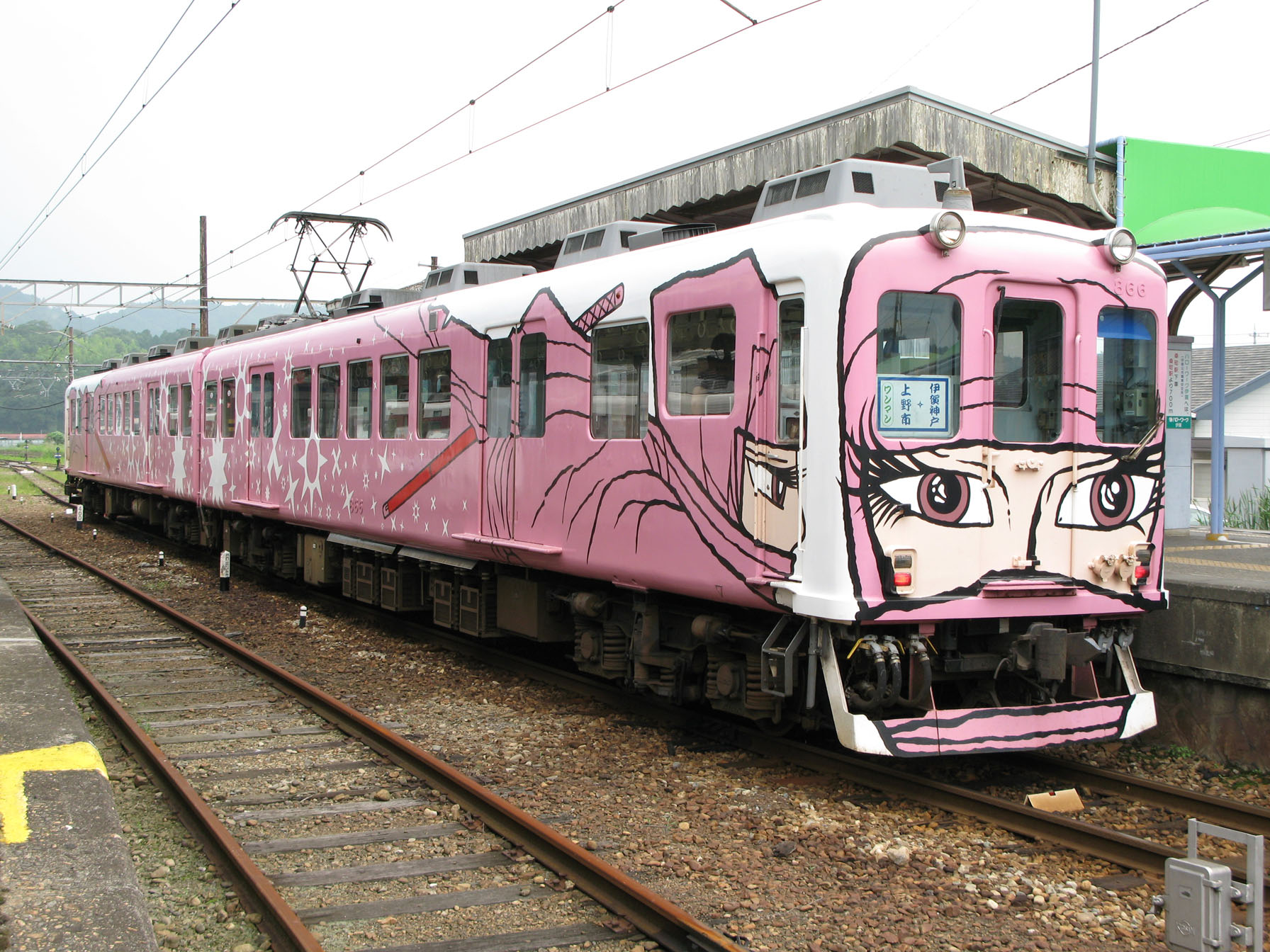
866F・ピンク色くの一忍者列車（2007年7月8日 伊賀神戸駅）

#### 広告塗装
865Fは三重県四日市市の不動産業者「名泗コンサルタント」の広告ラッピング車両となった。

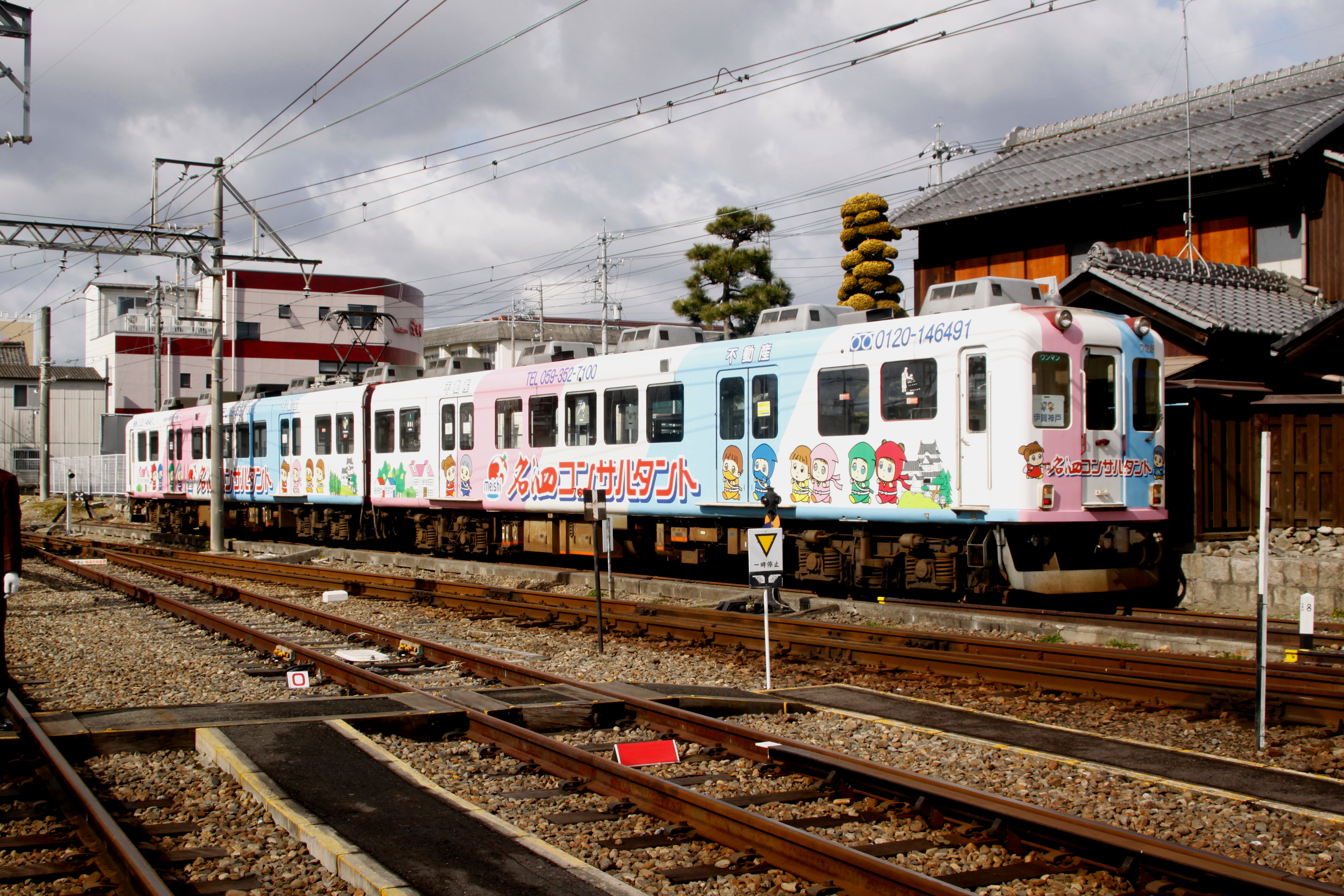
865F・名泗コンサルタントラッピング車両（2010年2月 上野市車庫）

#### 復刻塗装
2009年（平成21年）2月には863Fがマルーン一色に銀色の飾り帯を入れた820系登場時の塗色に塗り直された。同年8月8日からは862Fが、旧型車で昭和30年代まで使用されたダークグリーン一色に塗り替えられ、「昭和レトロトレイン」として運用開始。どちらの編成も2012年7月の引退までその塗装で運行された。

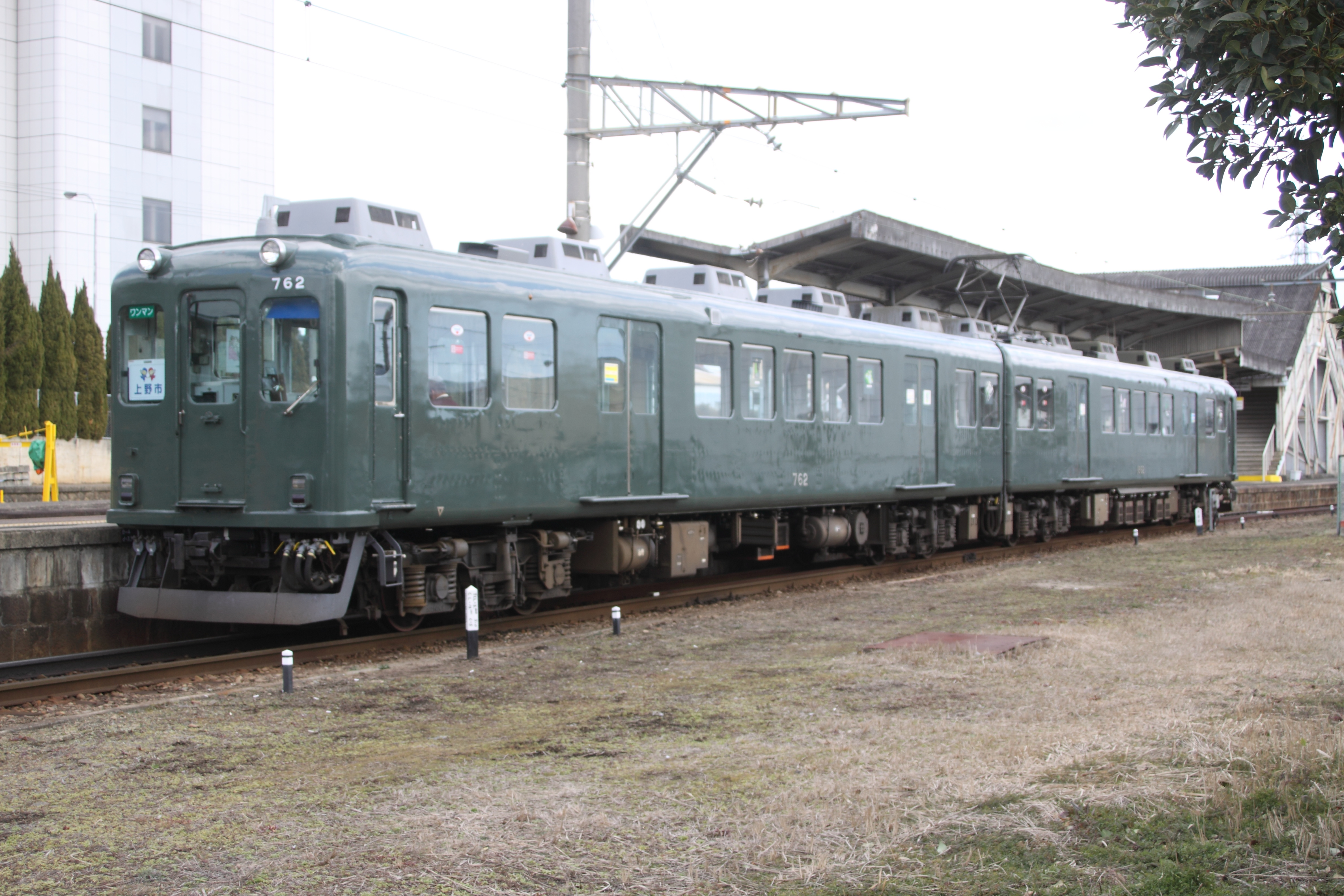
862F・レトロ塗装（緑）車両（2010年2月 伊賀上野駅付近）
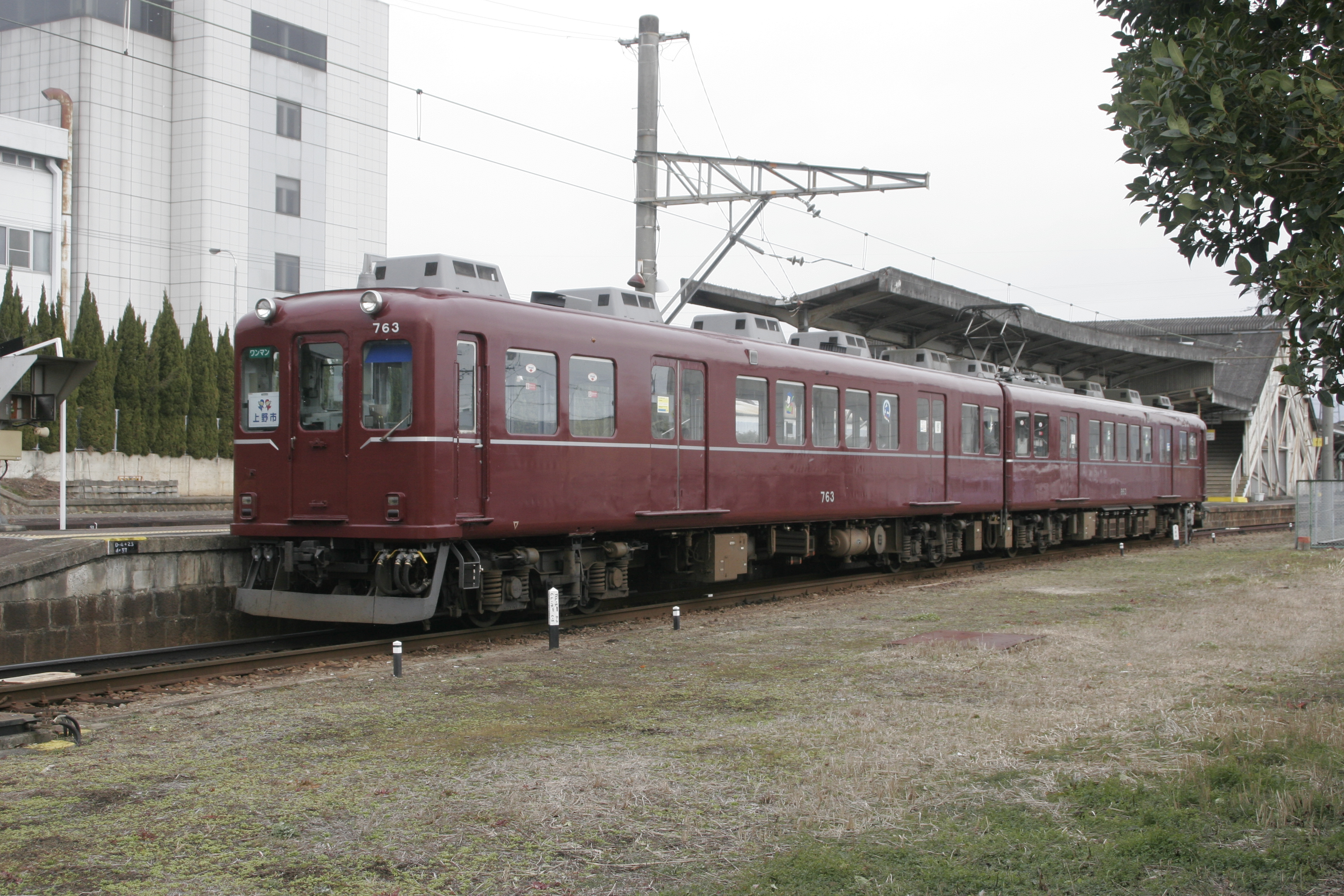
863F・レトロ塗装（赤）車両（2010年1月 伊賀上野駅付近）
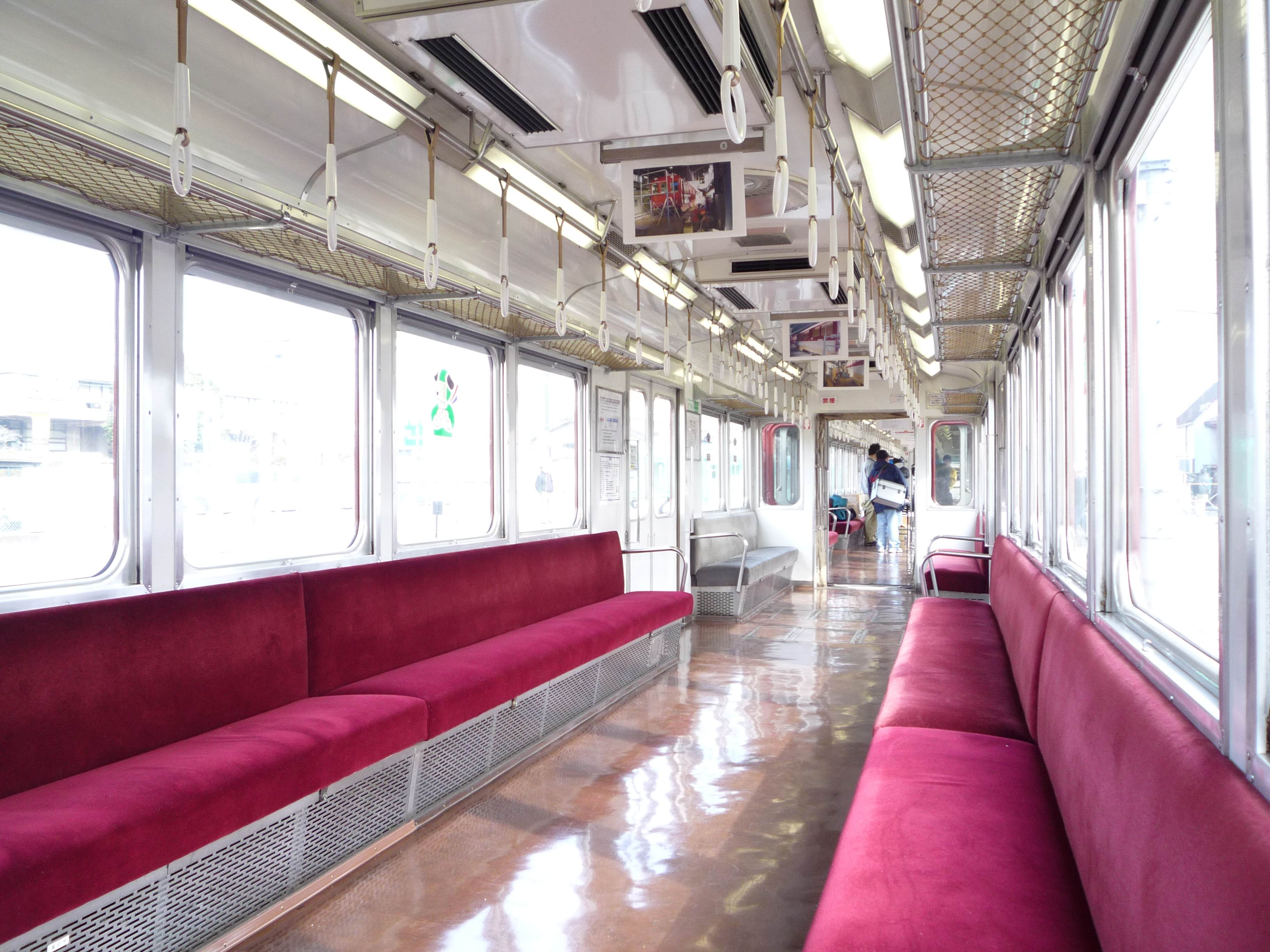
モ863車内

### 近鉄の車両
- 近畿日本鉄道の車両形式

### 松本零士による特別デザイン車両
- 大阪府都市開発5000系電車
- 北海道ちほく高原鉄道CR75形気動車
- 上信電鉄500形電車
- 西武3000系電車
- 西武20000系電車
- 北九州高速鉄道1000形電車
- 肥薩おれんじ鉄道HSOR-100形気動車 - 2010年7月7日運用開始

※ 上記のうち、大阪府都市開発5000系以外は松本の作品『銀河鉄道999』をモチーフにしたものである。